# Административное деление Российской империи на 1 января 1800 года
Российская империя по состоянию на 1 (12) января 1800 года делилась на губернии, области и уезды
- общее число губерний — 41
- Жилища Донских казаков на правах губернии — 1
- столица — город Санкт-Петербург
- отличия от 12 декабря 1796 года:
- переименованы:

1. Пензенская губерния (март 1797 года) в Саратовскую губернию

- список губерний:

1. Архангельская
2. Астраханская
3. Белорусская (центр — Витебск)
4. Владимирская
5. Вологодская
6. Волынская (центр — Новоград-Волынский)
7. Воронежская
8. Выборгская
9. Вятская
10. Иркутская
11. Казанская
12. Калужская
13. Киевская
14. Костромская
15. Курляндская (центр — Митава)
16. Курская
17. Литовская (центр — Вильна)
18. Лифляндская (центр — Рига)
19. Малороссийская (центр — Чернигов)
20. Минская
21. Московская
22. Нижегородская
23. Новгородская
24. Новороссийская (центр — Новороссийск, 12 уездов)
  1. Бахмутский уезд
  2. Екатеринославский уезд
  3. Елизаветградский уезд
  4. Мариупольский уезд
  5. Новомосковский уезд
  6. Ольвиопольский уезд
  7. Павлоградский уезд
  8. Перекопский уезд
  9. Ростовский уезд с Землёй Войска Черноморского
  10. Симферопольский уезд
  11. Тираспольский уезд
  12. Херсонский уезд
25. Оренбургская
26. Орловская
27. Пермская
28. Подольская (центр — Каменец-Подольский)
29. Псковская
30. Рязанская
31. Санкт-Петербургская
32. Саратовская
33. Симбирская
34. Слободско-Украинская (центр — Харьков)
35. Смоленская
36. Тамбовская
37. Тверская
38. Тобольская
39. Тульская
40. Эстляндская (центр — Ревель)
41. Ярославская
42. Жилища донских казаков